# Chuck Terry
Allen Charles Terry, detto Chuck (Long Beach, 27 settembre 1950), è un ex cestista statunitense, professionista nella NBA e nella ABA.

## Carriera
Venne selezionato dai Milwaukee Bucks al secondo giro del Draft NBA 1972 (29ª scelta assoluta).
Con gli Stati Uniti ha disputato i Giochi panamericani dei Cali 1971.

## Palmarès
- Campionato ABA: 1

1976